# Hieronim Lipski
Hieronim (Jarosz) Lipski herbu Grabie (zm. przed 12 kwietnia 1667 roku) – wojski horodelski od 1650 roku.
Poseł sejmiku bełskiego na sejm nadzwyczajny 1654 roku, sejm zwyczajny 1666 (II) i na sejm zwyczajny 1667 roku, poseł na sejm zwyczajny 1659 roku.